# Blăjeni
Blajeni là một xã thuộc hạt Hunedoara, România. Dân số thời điểm năm 2002 là 1538 người.